# Musikjahr 1529
Liste der Musikjahre

◄◄ | ◄ | 1525 | 1526 | 1527 | 1528 | Musikjahr 1529 | 1530 | 1531 | 1532 | 1533 | ► | ►►

Weitere Ereignisse
Dieser Artikel behandelt das Musikjahr 1529.

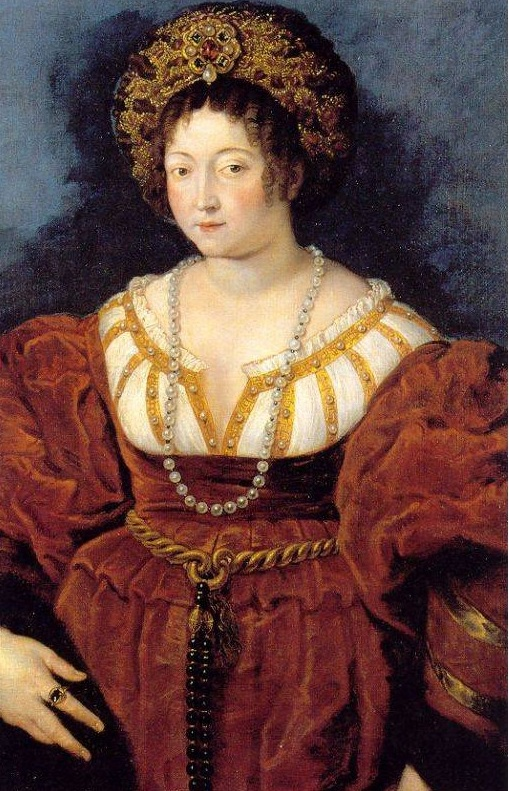
Die „Isabella in Rot“ von Rubens (ca. 1605), Kopie eines verschollenen Porträts der Kunstmäzenin Isabella d’Este von Tizian, das um 1529 entstand

## Ereignisse
- Martin Agricola, der sich 1519 in Magdeburg als Musiklehrer niedergelassen und der Reformation angeschlossen hat, ist Kantor der zu einer einzigen städtischen Anstalt zusammengefassten Musikschulen. Neben seiner Lehraufgabe bemüht sich Agricola vor allem darum, der neuen protestantischen Bewegung eine eigene Kirchenmusik zu geben. 1529 veröffentlicht er das Buch Musica instrumentalis deudsch. Das Buch ragt als Forschungsarbeit über Musikinstrumente und eines der wichtigsten Werke der frühen Orgelkunde aus Agricolas Werk heraus.
- Cosmas Alder ist Sänger am Stift St. Vinzenz in Bern und seit dem 15. April 1528 Bauherrenschreiber. Dieses Amt hat er bis zu seinem Ableben inne. Außerdem ist er Schreiber des Schaffners von Frienisberg.
- Bonifacius Amerbach ist Professor der Rechtswissenschaft an die Universität Basel. Er erlebt 1529 die Einführung der Reformation in Basel, unterstützt die neuen Ideen zunächst nicht. Er verteidigt die katholische Transsubstantiationslehre und beteiligt sich nicht am reformierten Abendmahl.
- Pierre Attaingnant, der um 1527/1528 eine Variante des Notendrucks erfunden hat, die das Drucken in einem Arbeitsgang erlaubt, veröffentlicht von 1528 bis 1552 mehr als 50 Chansonsammlungen und einige „Tanzbücher“.
- Antoine Barbé hat – nach den Akten der Kathedrale von Antwerpen – von 1527 bis 1562 die Stelle des Kapellmeisters inne.
- Eustorg de Beaulieu, der sich seit 1524 in Tulle aufhält, erhält 1529 seine Priesterweihe.
- Arnold von Bruck ist seit der zweiten Jahreshälfte 1527 in Wien Kapellmeister des österreichischen Regenten Erzherzog Ferdinand (dem späteren König und Kaiser Ferdinand I.), und zwar als Nachfolger von Heinrich Finck. Diese Stellung wird er über 18 Jahre lang behalten; seine Vizekapellmeister sind Pieter Maessins (um 1505 – 1562), ebenfalls flämischer Abstammung, und Stephan Mahu. In dieser Zeit erwirbt Arnold von Bruck mehrere Pfründen im heutigen Slowenien und Kroatien, so von 1528 bis 1548 an der Kathedrale von Ljubljana und ab Dezember 1529 an der Kathedrale von Zagreb.
- Hans Buchner ist Organist in der Pfarrkirche in Überlingen, behält aber seinen Wohnsitz in Konstanz. 1529 berät er das Domkapitel zu Speyer in Orgelfragen und bewirbt sich um die Organistenstelle am Dom zu Speyer. Wegen seiner hohen finanziellen Forderungen kommt aber kein Vertrag zustande.
- Marco Antonio Cavazzoni wirkt ab 1528 etwa zehn Jahre lang in Venedig.
- Pierre Certon wirkt ab dem Jahr 1529 in Paris an Notre-Dame.
- Jehan Daniel ist Organist an der Kathedrale von Angers. Er wird diese Stelle bis 1540 innehaben.
- Sixt Dietrich, der in Konstanz Diakon und Lehrer der Chorknaben in Musik und Latein war, hat 1527 durch die Reformation seine Einnahmen verloren und schlägt sich mit Gelegenheitsarbeiten durch.
- Pedro de Escobar steht in Portugal im Dienste des Monarchen Manuel I. (Portugal). Er ist Lehrer der Knaben an der Kapelle seines Sohnes Alfonso.
- Lodovico Fogliano veröffentlicht sein theoretisches Hauptwerk Musica theorica (Venedig 1529). Im Buch errechnet er eine 14-stufige Tonleiter, in der die diatonische Leiter, wie sie später von Gioseffo Zarlino bestimmt wird, enthalten ist.
- Nicolas Gombert, der wahrscheinlich ein Schüler von Josquin Desprez († 1521) war, ist seit 1526 Mitglied der Hofkapelle von Kaiser Karl V. und hält sich in den ersten drei Jahren bis 1529 mit dieser Kapelle in Toledo, Sevilla, Granada, Valladolid, Valencia und Madrid auf, weil die Kapelle den Kaiser auf dessen Reisen begleitet. 1529 wird er zum maitre des enfants ernannt. Kapellmeister sind zu dieser Zeit Adrien Thibault und später Thomas Crécquillon. Als Meister der Chorknaben ist Gombert für die musikalische und stimmliche Ausbildung der Knaben verantwortlich sowie für ihre Erziehung, ihre Unterbringung und ihr Wohlergehen. Der Chor besteht um diese Zeit aus 14 Erwachsenen, einem Organisten, einem „Souffleur“ (Kalkant oder Blasebalgtreter der Orgel) und etwa zwölf Chorknaben.
- Matthias Greitter ist seit 1528 Hilfsprediger an St. Stephan und St. Martin in Straßburg.
- Lupus Hellinck ist Succentor an der Liebfrauenkirche in Brügge und seit dem 17. Juni 1523 an der Hauptkirche St. Donatian, was mit den Aufgaben der Chorleitung und des Unterrichts der Chorknaben verbunden ist.
- Nikolaus Herman ist Kantor und Lehrer an der Lateinschule in St. Joachimsthal.
- Paul Hofhaimer ist spätestens seit 1522 Domorganist am Salzburger Dom im Dienst von Fürsterzbischof Kardinal Matthäus Lang von Wellenburg. Hofhaimer ist berühmt als exzellenter Organist, Orgellehrer und als Odenkomponist. Seine Kompositionen erfreuen sich großer Beliebtheit auch im Musikunterricht an den Lateinschulen.
- Hans Kugelmann, der in den Diensten des Hauses Fugger in Augsburg stand, ist seit 1524 Trompeter und Hofkomponist beim Markgrafen Albrecht in Königsberg.
- Erasmus Lapicida, der um das Jahr 1521 vom Habsburger Erzherzog Ferdinand I. (Regierungszeit als Erzherzog 1521–1531) am Schottenkloster in Wien eine Präbende verliehen bekam, lebt dort die 26 restlichen Jahre seines Lebens. In Wien lernt er zwischen 1527 und 1534 den Theologen und Musiktheoretiker Johann Zanger (1517–1587) kennen, der später in seiner Schrift „Practicae musicae praecepta“ (Leipzig 1554) von einem Streit zwischen Lapicida, Stephan Mahu und Arnold von Bruck berichtet. Hierbei geht es um die Interpretation des Mensurzeichens ohne senkrechten Strich.
- Jacotin Le Bel ist Mitglied der Hofkapelle des französischen Königs Franz I. Er wird unter der Bezeichnung Maistre Jacques Le Bel, clerc du diocese d’Amyens geführt und bekommt vom König ein Kanonikat und eine Pfründe an der Kollegiatkirche Notre Dame in der Provinz Anjou. Jacotin verfasst mehr als 50 mehrstimmige Werke in über 100 Manuskripten und Drucken des 16. Jahrhunderts. 32 dieser Werke werden zwischen 1528 und 1553 von dem königlichen Notendrucker Pierre Attaingnant gedruckt.
- Johannes Lupi ist seit 1527 Magister puerorum an der Domkantorei von Cambrai.
- Martin Luther übersetzt mit Herr Gott, Dich loben wir das Te Deum ins Deutsche und vereinfacht die überlieferte gregorianische Melodie.
- Stephan Mahu, der vielleicht schon ab Anfang der 1520er Jahre als Sänger und Posaunist Mitglied des Hofstaats von Königin Anna von Böhmen und Ungarn(1503–1547), der Ehefrau von Ferdinand I. ist, verpflichtet sich ab dem 14. November 1528 vertraglich zum lebenslangen Dienst bei ihr und Ferdinand. Dafür wird ihm im Gegenzug eine erhebliche Gehaltserhöhung zugesichert, die allerdings erst ab dem Jahr 1539 ausgezahlt wird. Zusätzlich übernimmt er zwischen September 1529 und März 1532 die Stelle eines Vizekapellmeisters der Wiener Hofmusikkapelle von Erzherzog Ferdinand unter Arnold von Bruck, und zwar bis zum Jahr 1539.
- Cristóbal de Morales, der seine erste Anstellung als Kapellmeister ab 1526 in Ávila hatte, übernimmt dieses Amt ab 1529 in Plasencia.
- Alonso Mudarra, der in Guadalajara im Haus des dritten und vierten Herzogs von Infantado aufwuchs und dort wahrscheinlich auch seine musikalische Ausbildung erhalten hat. geht vermutlich im Jahr 1529 im Gefolge des vierten Herzogs von Infantado zur Kaiserkrönung Karls V. nach Italien. Nach seiner Rückkehr nach Spanien wird er, eventuell in Palencia, zum Priester geweiht.
- Anton Musa ist Stadtpfarrer in Jena. Als einer der ersten vom Landesherrn eingesetzten Superintendenten hat er zugleich die Aufsicht über die Geistlichen in den Ämtern Jena und Eisenberg sowie im Stift Bürgel. Im Jahre 1529 erweitert sich sein Sprengel um die Ämter Stadtroda, Leuchtenburg, Kahla und Orlamünde. Er wirkt darüber hinaus als Superintendent und als Visitator im Vogtland und im Saalekreis.
- Luis de Narváez steht seit den 1520er Jahren im Dienst von Francisco de los Cobos y Molina (1477–1547), Komtur von León und Sekretär von Kaiser Karl V.; er lebt mit großer Wahrscheinlichkeit in Valladolid mit seinem Dienstherrn bis zu dessen Tod 1547. Mit großer Sicherheit reist Narváez mit Cobos 1529/30 nach Mantua und nach Bologna zur Kaiserkrönung von Karl V. und außerdem nach Rom zu diplomatischen Treffen mit Papst Paul III.; hier hat er wahrscheinlich auch die Musik von Francesco Canova da Milano (1497–1543) kennen gelernt.
- Leonhard Paminger, der seit 1517 für das Augustiner-Chorherrenstift St. Nikola vor Passau tätig ist, wird vermutlich 1529 Leiter dieser Schule.
- Francesco Patavino, der bis April 1529 Maestro di canto an die Kirche San Zanipolo in Venedig war, wird Kapellmeister an der Kathedrale von Chioggia.
- Nicolas Payen ist wahrscheinlich zwischen 1522 und 1529 Chorknabe bei der capilla flamenca von Kaiser Karl V. Ab 1525 erscheint sein Name in den Pfründe-Listen der Gemeinden in Mons und Gorinchem.
- Matteo Rampollini ist seit 1520 Nachfolger von Bernardo Pisano als Leiter des Knabenchores an der Kathedrale Santa Maria del Fiore in Florenz.
- Claudin de Sermisy ist Kaplan in der Kirche von Camberon in der Nähe von Abbeville. Er ist weiterhin Mitglied der Hofkapelle von König Franz I. von Frankreich. Seit 1525/26 ist Sermisy möglicherweise der Nachfolger von Antoine du Longueval als königlicher Chormeister (maître et recteur). Viele seiner 160 Chansons werden in den Jahren 1528 bis 1533 in Anthologien von Pierre Attaingnant in Paris veröffentlicht. Sie werden deshalb im Allgemeinen als „Pariser Chansons“ bezeichnet.
- Crispinus van Stappen ist an der Kathedrale von Cambrai tätig. Zu seinen Aufgaben gehört die Rekrutierung neuer Sänger für die Kathedrale und auch für die päpstliche Kapelle. Entsprechende Reisen sind für die Jahre 1523, 1526 und 1529 dokumentiert.
- Tielman Susato ist Schreiber und Kopist im Dienst der Liebfrauen-Bruderschaft an der Liebfrauenkirche Antwerpen.
- John Taverner ist wahrscheinlich Chorleiter am Cardinal’s College (heute Christ Church College und Kathedrale) in Oxford.
- Philip van Wilder wird in einer Liste der englischen Hofmusik-Mitglieder von 1529 als „lewter“ mit einem Monatsgehalt von 66 Shilling und 8 Pence geführt, der höchsten Bezahlung für einen Hofmusiker. Im gleichen Jahr wird er als Mitglied der Privy Chamber genannt, einer Personengruppe mit der Aufgabe, den König zu begleiten und musikalisch zu unterhalten.
- Adrian Willaert ist seit dem 12. Dezember 1527 Domkapellmeister zu San Marco in Venedig. Der Komponist behält dieses Amt 35 Jahre lang bis zu seinem Tod; erst durch sein Wirken bekommt diese Stelle ihre in ganz Europa herausragende Bedeutung. Willaert ist der Nachfolger von Petrus de Fossis († vor dem 7. Juli 1526) und bekommt anfangs dessen Gehalt von 70 Dukaten.
- Jan van Wintelroy ist ab dem Jahr 1529 in der Stadt ’s-Hertogenbosch bei der Marienbruderschaft (niederländisch: Illustre onze liewe vrouwe broederschap) als Sänger und Priester tätig.
- Johann Zanger, der von 1523 bis 1526 unter Thomas Stoltzer († 1526) Diskantsänger in der Hofkapelle König Ludwigs II. von Böhmen und Ungarn († 1526) in Buda gewesen und infolge der vernichtenden Niederlage des ungarischen Heeres gegen die Osmanen in der Schlacht bei Mohács mit Mitgliedern der Hofkapelle 1527 nach Wien geflohen war, wirkt als Sänger in der dortigen Hofkapelle des neuen ungarischen Königs, des Habsburgers Ferdinand I. In Wien erhält er musiktheoretischen Unterricht bei dem Hofkapellmeister Heinrich Finck († 1527) und dessen Nachfolger Arnold von Bruck.

## Instrumentalwerke

### Für Laute
- Pierre Attaingnant (Hrsg.) – Dixhuit basses dances: Noten und Audiodateien im International Music Score Library Project[1]

## Vokalwerke

### Geistlich

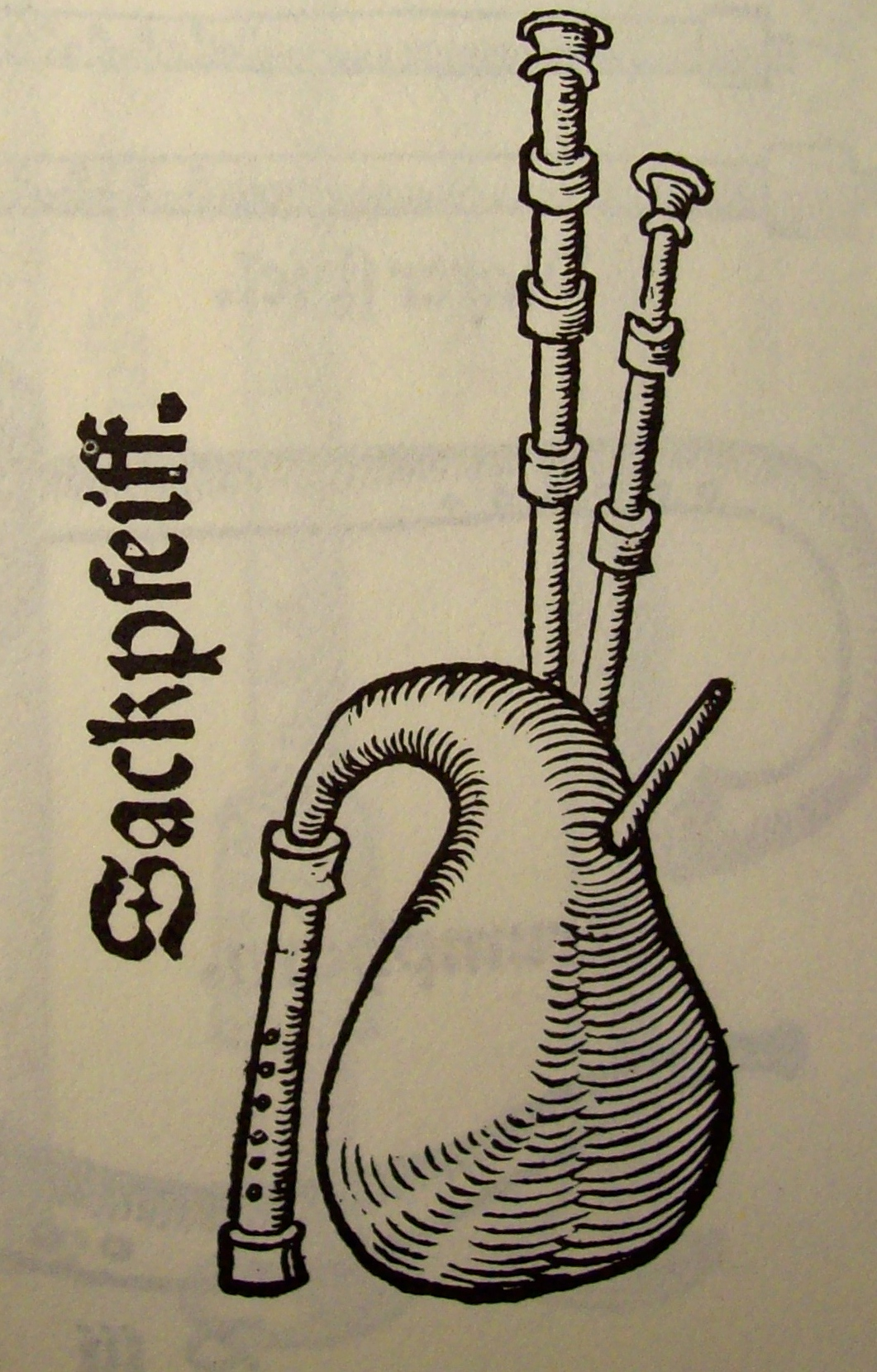
Abbildung einer Sackpfeife in Martin Agricola – Musica instrumentalis deudsch

- Pierre Attaingnant (Hrsg.) – 12 Motetz musicaulx a quatre et cinq voix: Noten und Audiodateien im International Music Score Library Project
  1. Claudin de Sermisy: Nativitas est hodie
  2. Philippe Verdelot: Sancta Maria succurre
  3. Philippe Verdelot: Salve Barbara dignissima
  4. Claudin de Sermisy: Michael archangele
  5. Ducrocq: Ecce tu pulchra es
  6. Jean Mouton: In illo tempore
  7. Nicolas Gombert: Angelus Domini
  8. Jean Mouton: Queramus cum pastoribus
  9. Claudin de Sermisy: Domine quis habitabit
  10. Claudin de Sermisy: Praeparate corda vestra: Noten und Audiodateien im International Music Score Library Project
  11. Jean Mouton: Laude virgo Katherina
  12. Guillaume Dorle: Laudemus Dominum
- Nicolas Gombert – Motette Angelus Domini ad pastores zu vier Stimmen (1529, auch Philippe Verdelot zugeschrieben)

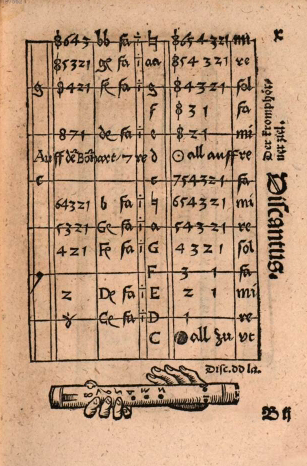
Grifftabelle für Blockflöte und Sackpfeifen in Martin Agricola – Musica instrumentalis deudsch

### Weltlich
- Pierre Attaingnant (Hrsg.)
  - 38 Chansons musicales a quatre parties: Noten und Audiodateien im International Music Score Library Project
  - 31 Chansons musicales a quatre parties: Noten und Audiodateien im International Music Score Library Project
  - 42 Chansons musicales a troys parties: Noten und Audiodateien im International Music Score Library Project
  - Pavan und Galliards à 4: Noten und Audiodateien im International Music Score Library Project
- Jean Conseil
  - Motette L'aultre jour jouer m'aloie: Noten und Audiodateien im International Music Score Library Project
  - Chanson A bien parler: Noten und Audiodateien im International Music Score Library Project
- Mathieu Gascongne – Chanson Mon povre coeur, helas: Noten und Audiodateien im International Music Score Library Project
- Clément Janequin
  - Chanson La Bataille de Marignan: Noten und Audiodateien im International Music Score Library Project
  - Chanson Ce moys de may: Noten und Audiodateien im International Music Score Library Project
  - Chanson My levay par ung matin: Noten und Audiodateien im International Music Score Library Project
- Lombart – Chanson Belle sans sy, combien que grande offense: Noten und Audiodateien im International Music Score Library Project
- Claudin de Sermisy
  - Chanson Amour me poingt et si je me veulx plaindre: Noten und Audiodateien im International Music Score Library Project
  - Chanson En entrant en ung jardin: Noten und Audiodateien im International Music Score Library Project
  - Chanson Il est jour: Noten und Audiodateien im International Music Score Library Project
  - Chanson Hau hau hau le boys: Noten und Audiodateien im International Music Score Library Project
  - Chanson Secourez moy ma dame par amours: Noten und Audiodateien im International Music Score Library Project
- Unbekannter Komponist – Chanson D’amour je suis déshéritée: Noten und Audiodateien im International Music Score Library Project
- Philippe Verdelot – Chanson Seule demeure et despourveue: Noten und Audiodateien im International Music Score Library Project

## Musiktheoretische Schriften

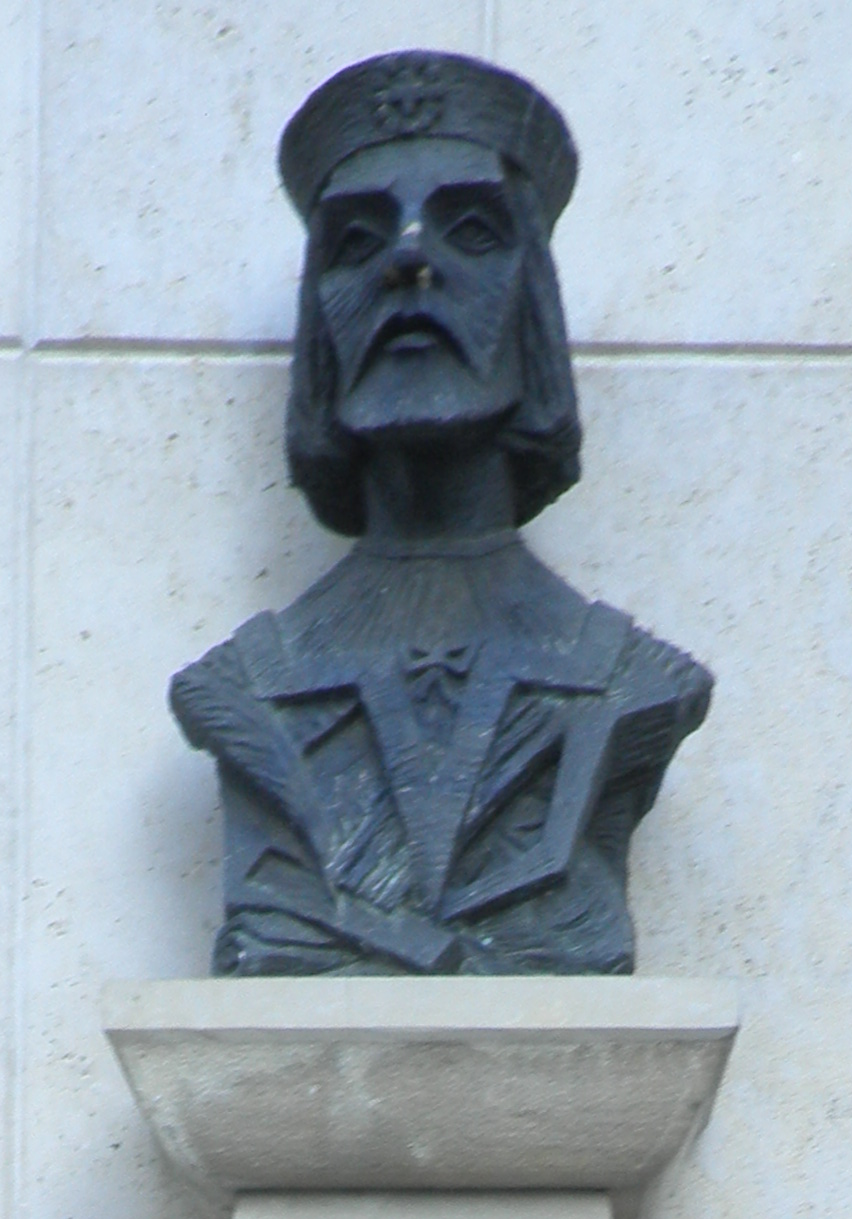
Moderne Büste zu Ehren von Juan de Fermoselle, später Juan del Encina in León

- Martin Agricola – Musica instrumentalis deudsch: Noten und Audiodateien im International Music Score Library Project (Beschreibung der zeitgenössischen Musikinstrumente in Deutschland)
- Lodovico Fogliano – Musica theorica docte simul ac dilucide pertractata: in qua quamplures de harmonicis intervallis: non prius tentatae continentur speculationes (G.A. Nicolini da Sabbio, Venedig)

## Geboren

### Geburtsdatum gesichert
- 06. Mai: Christoph II. Rosenhardt genannt Glockengießer, deutscher Glockengießer und Ratsgenannter († 1594)

### Geboren um 1529
- William Mundy, englischer Kirchenmusiker († um 1591)
- Jacobus Vaet, franko-flämischer Komponist († 1567)
- Lorenz Wessel, deutscher Kürschner und Meistersinger († nach 1576)

## Gestorben

### Todesdatum gesichert
- Januar oder Februar: Marbriano de Orto, franko-flämischer Komponist und Sänger (* um 1460)

### Genaues Todesdatum unbekannt
- Juan del Encina, spanischer Komponist, Poet und Dramatiker (* 1468)